# 蔡廉
蔡廉（15世紀—15世紀），字永澄，四川嘉定直隸州人，明朝政治人物。

## 生平
蔡廉是洪武二十四年進士蔡禎之子，父親在他兩歲時去世，成年後以母親年老不打算應舉，經知州段鑑力勸後才赴考中宣德元年（1426年）舉人，此後又不參加會試，過了三年才按母親命令上京，正統元年（1436年）成進士。謁選時請求給與教職就近侍養，因此獲授井研教諭，帶著母親就任，朝夕穿著冠帶詢問起居，即使盛夏也不停止，母親生病親自侍奉湯藥，衣不解帶，到母親去世後哀毁過度，下葬適逢久雨不止，他哭著求天至放晴，葬後雨稅又如常降下，人們認為是孝感動天，後官至教授，以俸祿無法孝養父母而辭官。

## 引用
1. 1 2  同治《嘉定府志·卷三十四·人物志》：蔡廉，字永澄，嘉定州人，參政之子，禎少登洪武進士，與解縉友善，廉二歲而孤，弱冠以母老雅不欲應舉，州牧段鑑力勸之，舉於鄉又不赴南宮，逾三年以母命往，成正統進士，應郎官選，疏乞教職就近侍養從之，授井研教諭，奉母之官，朝夕具冠帶，問起居即盛夏不輟，母病侍湯藥，衣不解帶，至取其中帬廁揄手滌之，居母喪哀毁過禮，煢煢骨立，將葬會霪雨不止，廉大慟籲天至日開霽，事畢雨如故，人以為至孝所感，累遷教授，以祿不逮養竟投牒歸。 舊州志見總志
2. ↑  嘉慶《四川通志·卷一百二十五·選舉志四》：宣德元年丙午科（舉人）……蔡廉 嘉定人